# Morfin
A morfin (INN: morphine), más néven morfium (C17H19NO3) a mák (Papaver somniferum) alkaloidja. Opioid fájdalomcsillapítóként használják a gyógyászatban. A VIII. Magyar Gyógyszerkönyvben morfin-hidroklorid (Morphini hydrochloridum)  néven hivatalos.  

## Története
Az alkaloidot először Friedrich Wilhelm Adam Sertürner német gyógyszerész izolálta 1804-ben, s Morpheuszról, az álmok görög istenéről morfiumnak nevezte el. Joseph Louis Gay-Lussac javasolta a morfin nevet.
Magyarországon 1924. szeptember 1-jén a Gyógynövény Kísérleti Állomáson kezdett el dolgozni Kabay János, ahol kutatási témájaként a morfin kivonását jelölte meg a zöld, még éretlen mák részeiből. Kutatásai 1925. május 1-jére hozták meg az eredményt, amikor bejelentette a szabadalmát „Eljárás ópium alkaloidok előállítására" címmel. Ezt követően pedig 1927-ben megalapította az Alkaloida Vegyészeti Gyár részvénytársaságot Bűdszentmihályon.

## Tulajdonságai
Szagtalan, keserű ízű, vízben rosszul, etil-alkoholban jól oldódó vegyület, amely vizes oldata lúgos kémhatású. Élettani hatását tekintve először a nagyagykérget, majd az agyalapi központokat, a nyúltagyat és a gerincvelőt bénítja meg. Euforizáló hatása van, emiatt kábítószerként is alkalmazzák.

## Hatása
A fájdalomcsillapító hatás kialakulásában az agyban és a gerincvelőben elhelyezkedő opiát receptoroknak és az endorfinoknak bizonyított szerepe van. A morfin a fájdalomérző rostokon érkező fájdalom impulzusok transzmisszióját, integrációját és interpretációját befolyásolja, másrészt befolyásolja a fájdalom szubjektív megélését, feldolgozását, gyengíti a fájdalomtól való félelmet és szorongást. Ez az összetett hatás az opiát receptorokkal különösen gazdagon ellátott limbikus rendszer közvetítésével valósul meg.
Az agykéreg és a gerincvelői központok kezdeti ingerlését követően több támadásponton is gátló hatást fejt ki. A reflexfolyamatokat és a gerincvelői funkciókat többségében serkenti. A morfin légzésdepressziót idéz elő az agyi légzőközponton kifejtett direkt hatásán keresztül. Krónikus alkalmazás során a légzésdepressziót okozó hatása csökken. Csökkenti a légzőközpont érzékenységét az emelkedő CO2 nyomásra, és a hypoxia kialakulására. Csökkenti a légzésszámot, a légzésvolument, és a percventillációt. Csökkenti a köhögési reflexet a medullában elhelyezkedő köhögési központon keresztül. Köhögéscsillapító hatása alacsonyabb dózisok mellett is kialakul, mint ahogy a fájdalomcsillapító hatás megjelenik. A morfin miózist okoz. A tűhegy pupillák a morfin túladagolás tünetei, de nem pathognomicusak, mert egyéb kórállapotok (pl. pontszerű laesiók, vérzés vagy ischemias történés) hasonló tünetekkel járnak. A fájdalom csökkenésével párhuzamosan gyakran eufória lép fel.
A gyomor-, epe-, és a hasnyálmirigynedv szekréció csökken morfin kezelés hatására. Csökkenti a gyomorürülést és motilitást, megemelve az antrumban és a duodenumban az izomtónust. A morfin emeli az epeút rendszer nyomását és a Oddi-sphincter görcsét okozhatja. A vastagbél perisztaltikát csökkenti, a bélfal és az analis sphincter tónusát emeli, ezáltal obstipatiót okoz. Továbbá a hányásközpont izgatásával hányingert okoz. Fokozza a gastrointestinalis simaizmok tónusát. Enyhén vasodilatatív.
A morfin a kifejezett perifériás vasodilatatív hatásán keresztül orthostaticus hypotonia kialakulására hajlamosít. Nagy dózisban a szisztémás vaszkuláris rezisztenciát csökkenti, ezért a perctérfogat emelkedhet.
A morfin az ureterek spazmusát idézi elő, valamint emeli a hólyag-sphincter tónusát, ezáltal vizelet retencióra hajlamosít.
Opioid adását követő kortizol- és ACTH-szint csökkenés nagyobbnak mutatkozott, mint az a normális napi ritmus alatt elvárható lett volna. A morfin gátolja a pajzsmirigy endokrin működését, ezért hypothyreosisban ronthatja a tüneteket.
Hisztamin felszabadulást serkentő hatása következtében alkalmazásakor viszketés, urticaria valamint a bőr és a sclera erek tágulata alakulhat ki.

## Előállítás
Ópiumból állítják elő, melynek átlagos morfintartalma kb. 10%. Jelentős még a mákszalmából történő kinyerés Kabay János szabadalma alapján. (Hazánkban is ezt a technológiát használják morfingyártásra.)

## Származékai
A morfin diacetil származéka a heroin (diacetilmorfin), amelyet kábítószerként használnak.
Metilszármazéka a köhögéscsillapítóként használt kodein.
Egyéb morfinszármazékok: hidromorfon (dihidromorfinon), oximorfon, hidrokodin (dihidrokodein), hidrokodon (dihidrokodeinon), oxikodon, etilmorfin. Valamennyit kábító fájdalomcsillapítóként alkalmazzák.

## További képek

morfin molekula animált modellje
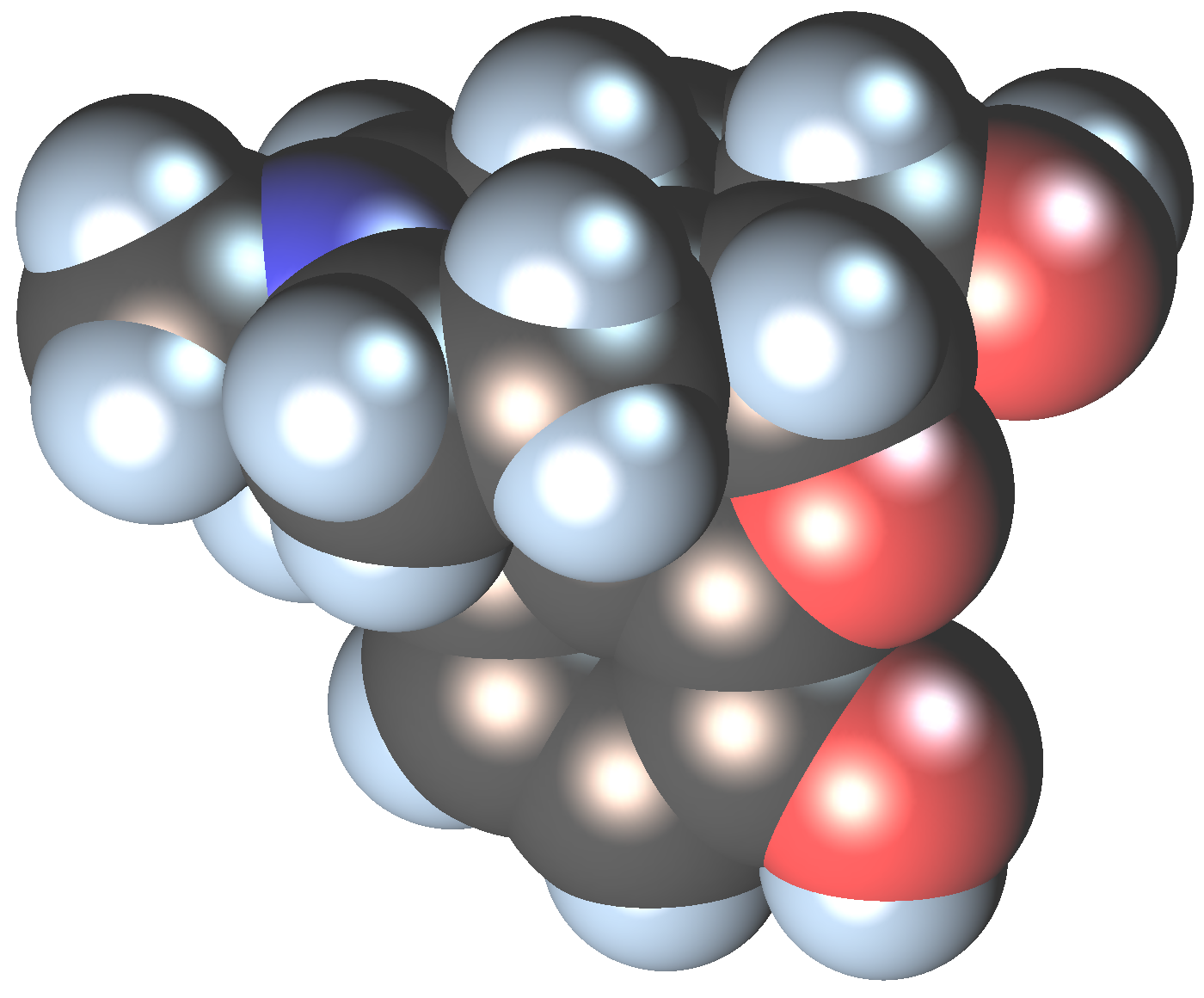
Morfin molekula kalottamodellje